# Termination shock

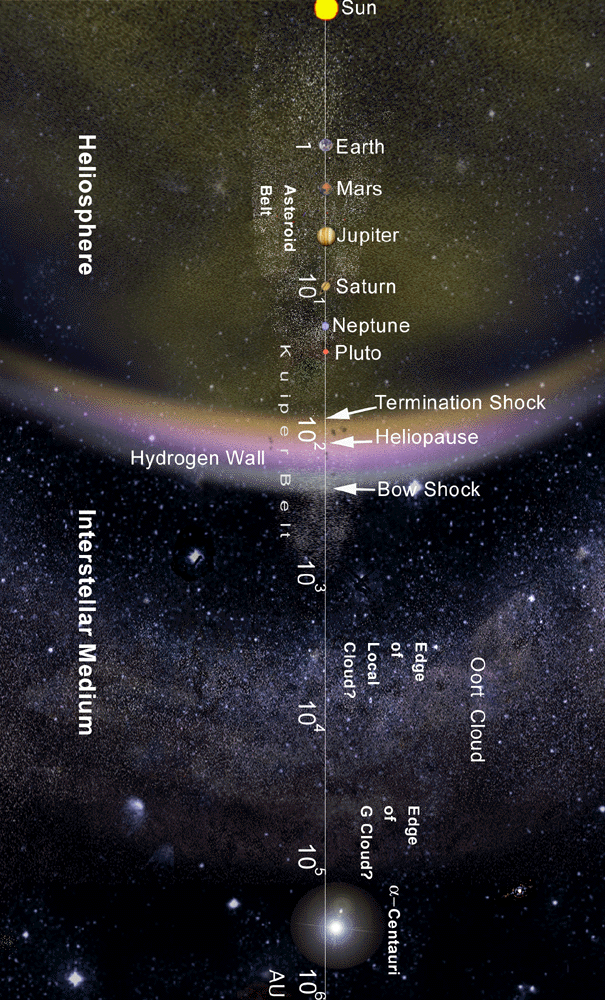
Schema in scala logaritmica del sistema solare e dei suoi confini esterni

Il termination shock è la regione dell'eliosfera in cui il vento solare rallenta fino a velocità subsoniche a causa delle interazioni con il mezzo interstellare. Ciò causa compressione, riscaldamento e un cambio nel campo magnetico.
Si ritiene che nel nostro sistema solare il termination shock si trovi a una distanza compresa tra 75 e 90 UA dal Sole. Il confine non è fisso, ma mutevole a seconda delle variazioni dell'intensità dell'attività solare, cioè a seconda delle espulsioni di gas e polveri dal Sole.

## Spiegazione

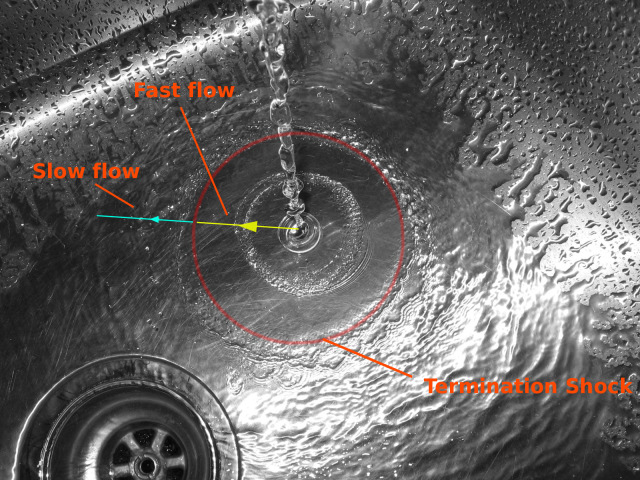
Il fenomeno illustrato con il flusso d'acqua in un lavandino

Lo shock (in italiano urto) si presenta perché le particelle del vento stellare sono emesse dalle stelle a circa 400 km/s, mentre la velocità del suono nel mezzo interstellare è di circa 100 km/s (la velocità esatta dipende dalla densità che varia anche considerevolmente a seconda dei casi). Il mezzo interstellare, sebbene poco denso, possiede una pressione costante. La pressione del vento stellare, invece, irradiandosi quest'ultimo in forma sferica, decresce col quadrato della distanza; così, a una certa distanza dalla stella, la pressione del mezzo interstellare diventa sufficiente a rallentare il vento solare fino a velocità inferiori a quella del suono; questo provoca un'onda d'urto.

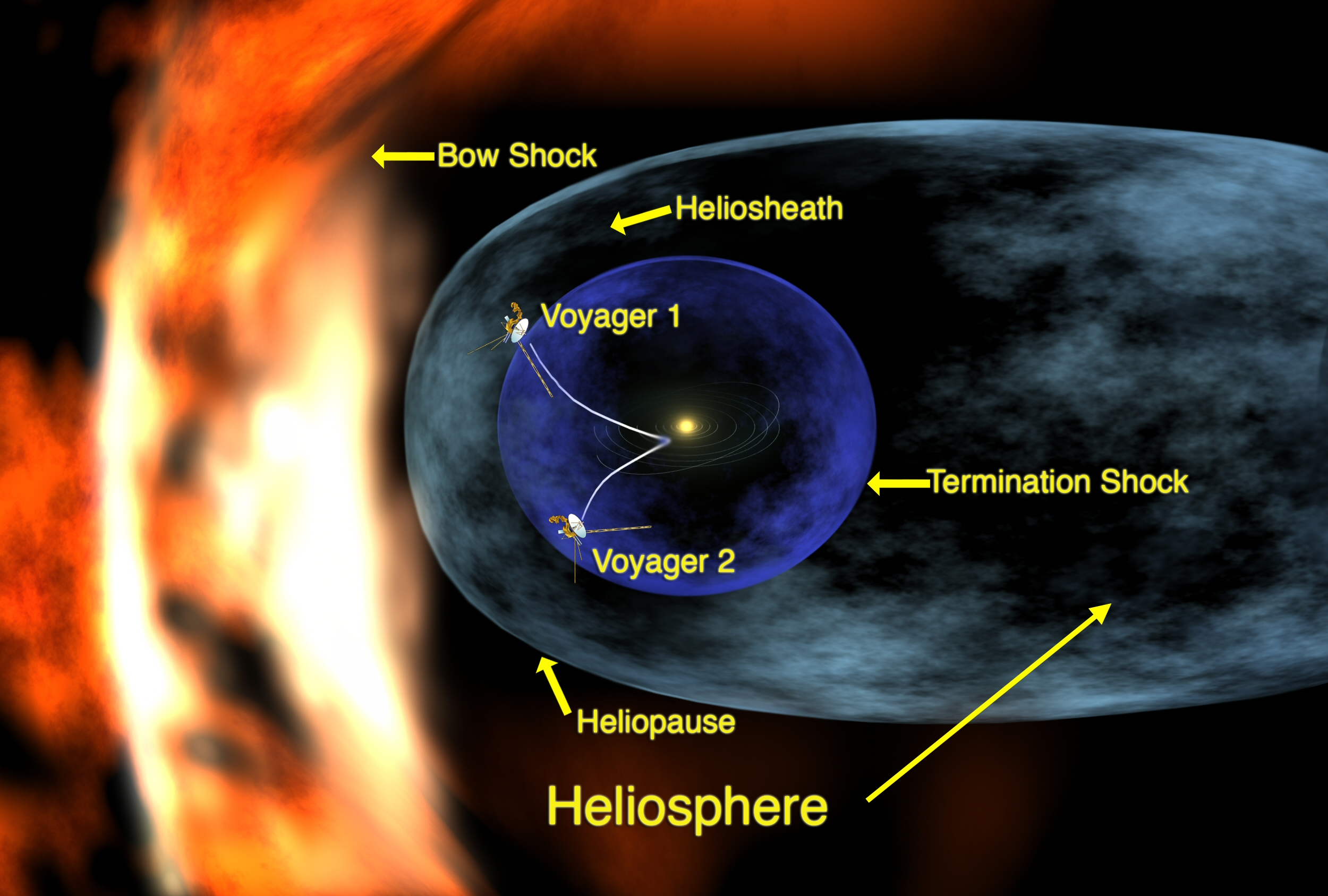
Immagine che mostra la posizione presunta delle sonde Voyager rispetto al termination shock

Oltre il termination shock vi è un altro confine, l'eliopausa, che è il punto in cui il vento solare viene fermato completamente dal mezzo interstellare.

## Esplorazione e ricerche
Secondo alcune prove presentate dal dottor Ed Stone alla riunione dell'American Geophysical Union del maggio 2005, la sonda Voyager 1 avrebbe superato il termination shock nel dicembre del 2004, quando si trovava a 94 UA dal Sole. La Voyager 2, invece, avrebbe rilevato particelle di ritorno quando era solamente a 76 UA dal Sole, nel maggio del 2006. Questo può voler dire che l'eliosfera potrebbe avere forma irregolare, con un'estensione maggiore nell'emisfero settentrionale del Sole e con un ritiro nell'emisfero meridionale.
La missione spaziale Interstellar Boundary Explorer (IBEX) della NASA cercherà di raccogliere maggiori dati sul termination shock del sistema solare.